# Кевін Андерсон
Кевін Андерсон (англ. Kevin Anderson) — південноафриканський професійний тенісист.
Андерсон народився в Йоганнесбурзі, а навчався в США в Іллінойському університеті в Урбана-Шампейн. У 2007 році він перейшов у професіонали.
Свій перший турнір ATP туру Кевін виграв на SA Tennis Open 2011. Найбільшим його успіхом на турнірах Великого шолома був вихід до фіналу Відкритого чемпіонату США 2017 року та 2018 фінал Вімблдонського турніру серед чоловіків в одиночному розряді.
В активі Андерсона понад 10 перемог над тенісистами з першої десятки рейтингу, зокрема він перемагав Новака Джоковича та Енді Маррей.

## Фінали турнірів ATP

### Одиночний розряд: 12 (3-9)
| Результат | №  | Дата           | Турнір                                                 | Поверхня | Супротивник       | Рахунок                      |
| --------- | -- | -------------- | ------------------------------------------------------ | -------- | ----------------- | ---------------------------- |
| Поразка   | 1. | 9 березня 2008 | Tennis Channel Open, Лас-Вегас, США                    | Хард     | Сем Кверрі        | 6–4, 3–6, 4–6                |
| Перемога  | 1. | 6 лютого 2011  | SA Tennis Open, Йоганнесбург, Південна Африка          | Хард     | Сомдев Девварман  | 4–6, 6–3, 6–2                |
| Перемога  | 2. | 4 березня 2012 | Delray Beach Open, Делрей-Біч, США                     | Хард     | Марінко Мотосевич | 6–4, 7–6(7–2)                |
| Поразка   | 2. | 12 січня 2013  | Sydney International, Сідней, Австралія                | Хард     | Бернард Томич     | 3–6, 7–6(7–2), 3–6           |
| Поразка   | 3. | 14 квітня 2013 | Grand Prix Hassan II, Касабланка, Марокко              | Ґрунт    | Томмі Робредо     | 6–7(6–8), 6–4, 3–6           |
| Поразка   | 4. | 29 липня 2013  | BB&T Atlanta Open, Атланта, США                        | Хард     | Джон Ізнер        | 7–6(7–3), 6–7(2–7), 6–7(2–7) |
| Поразка   | 5. | 23 лютого 2014 | Delray Beach Open, Делрей-Біч, США (2)                 | Хард     | Марин Чилич       | 6–7(6–8), 7–6(9–7), 4–6      |
| Поразка   | 6. | 2 березня 2014 | Abierto Mexicano TELCEL, Акапулько, Мексика            | Хард     | Григор Димитров   | 6–7(1–7), 6–3, 6–7(5–7)      |
| Поразка   | 7. | 15 лютого 2015 | U.S. National Indoor Tennis Championships, Мемфіс, США | Хард (i) | Нішікорі Кеі      | 4–6, 4–6                     |
| Поразка   | 8. | 21 червня 2015 | Aegon Championships, Лондон, Велика Британія           | Трава    | Енді Маррей       | 3–6, 4–6                     |
| Перемога  | 3. | 29 серпня 2015 | Winston-Salem Open, Вінстон-Сейлем, США                | Хард     | П'єр-Юг Ербер     | 6–4, 7–5                     |
| Поразка   | 9. | 6 серпня 2017  | Washington Open, США                                   | Хард     | Александр Зверєв  | 4–6, 4–6                     |

### Парний розряд: 4 (1-3)
| Результат | №  | Дата           | Турнір                                      | Поверхня | Партнер      | Супротивники                    | Рахунок                    |
| --------- | -- | -------------- | ------------------------------------------- | -------- | ------------ | ------------------------------- | -------------------------- |
| Поразка   | 1. | 19 лютого 2012 | SAP Open, Сан-Хосе, США                     | Хард (i) | Франк Мозер  | Марк Ноулз Ксав'є Малісс        | 4–6, 6–1, [5–10]           |
| Поразка   | 2. | 5 серпня 2012  | Citi Open, Вашингтон, США                   | Хард     | Сем Кверрі   | Тріт Конрад Х'юї Домінік Інглот | 6–7(5–7), 7–6(9–7), [5–10] |
| Перемога  | 1. | 2 березня 2014 | Abierto Mexicano Telcel, Акапулько, Мексика | Хард     | Меттью Ебден | Фелісіано Лопес Макс Мирний     | 6–3, 6–3                   |
| Поразка   | 3. | 26 жовтня 2014 | Valencia Open 500, Валенсія, Іспанія        | Хард (i) | Жеремі Шарді | Жан-Жульєн Роєр Горія Текеу     | 4–6, 2–6                   |